# Dave Balon
David Alexander Balon (Wakaw, 2 agosto 1938 – Prince Albert, 29 maggio 2007) è stato un hockeista su ghiaccio canadese che nel corso della carriera ha giocato nella National Hockey League prima di doversi ritirare a causa della sclerosi multipla.

## Carriera
Balon giocò a livello giovanile con la maglia dei Prince Albert Mintos, formazione del Saskatchewan con cui rimase per tre stagioni prima di esordire fra i professionisti nel 1958. Dopo una stagione trascorsa nella Western Hockey League nel 1959 entrò nell'organizzazione dei New York Rangers, formazione con cui esordì in National Hockey League giocando in totale 57 partite. Dopo alcuni campionati trascorsi fra la prima squadra e le formazioni affiliate nelle leghe minori Balon nella stagione 1962-63 diventò un titolare dei Rangers totalizzando 24 punti in 70 gare di stagione regolare.
Al termine di quel campionato fu coinvolto in uno scambio di sette giocatori con i Montreal Canadiens. Nelle quattro stagioni trascorse a Montréal Balon fu selezionato per due edizioni dell'NHL All-Star Game e conquistò due Stanley Cup consecutive nel 1965 e nel 1966, risultando decisivo per la vittoria del secondo titolo grazie a un assist per Henri Richard nell'overtime di Gara-6 contro i Detroit Red Wings.
Nell'estate del 1967 Balon fu selezionato durante l'NHL Expansion Draft dai Minnesota North Stars, una delle sei nuove franchigie iscritte alla lega. Vi rimase una sola stagione con un bottino di 47 punti in 73 partite e fu scelto per rappresentare la sua formazione all'NHL All-Star Game.
Al termine della stagione fece ritorno ai New York Rangers in cambio di tre giocatori. Nelle stagioni 1969-70 e 1970-71 superò quota trenta reti emergendo come una delle stelle della formazione, raccogliendo un totale di 178 punti in 268 partite disputate.
Nell'autunno del 1971 fu ceduto ai Vancouver Canucks, senza però ripetere le prestazioni raggiunte con i New York Rangers. Presto Balon fu attaccato dai media e dai tifosi e accusato di scarso impegno, tuttavia il suo calo di forma si scoprì solo in seguito, la sclerosi multipla, malattia diagnosticatagli dopo il ritiro dall'attività agonistica. Concluse la carriera dopo aver giocato sette incontri in World Hockey Association con i Quebec Nordiques.
Dopo il ritiro gli fu diagnosticata la malattia con cui convisse per quasi trent'anni, riuscendo comunque ad allenare per alcune stagioni la formazione giovanile degli Humboldt Broncos. Balon morì nel maggio del 2007 a Prince Albert.

## Palmarès

### Club
- Stanley Cup: 2

Montréal: 1964-1965, 1965-1966

### Individuale
- NHL All-Star Game: 4

1965, 1967, 1968, 1971